# Hydriomena prasinata
Hydriomena prasinata är en fjärilsart som beskrevs av Mcdunnough 1954. Hydriomena prasinata ingår i släktet Hydriomena och familjen mätare. Inga underarter finns listade i Catalogue of Life.